# 3-Nitrobenzyl alcohol
3-nitrobenzyl alcohol (viết tắt: NBA) là một hợp chất hữu cơ có công thức C7H7NO3.
NBA thường được sử dụng trong phương pháp phổ khối lượng FAB.